# OriginGPS
OriginGPS — ізраїльський виробник вбудованих GPS-приймачів для промислового застосування, один з лідерів ринку в галузі розробки модулів позиціонування.
Інноваційна стартап-компанія, яка була заснована у 2006 році, сьогодні пропонує на ринку GPS-модулі найменшого розміру і планує досягти показника в 900 мільйонів проданих компонентів до 2013 року. Основними акцентами в розробках компанії є мінімізація розмірів, зниження рівня споживання енергії і збільшення чутливості модулів. Працюють над інтеграцією модулів що випускаються з сучасними пристроями.
OriginGPS випустила найменший у світі GPS-модуль розмірами 7x7x1.4 мм.